# Elisabet Brunnberg
Karin Elisabet Brunnberg, född 24 november 1946 i Stockholm, är en svensk jurist. 
Brunnberg, som är dotter till direktör Torsten Månson och May Svensson, blev filosofie magister i Lund 1970 och juris kandidat där 1979. Hon var anställd på avdelningen för kvinnorätt på Institutt for offentlig rett vid Oslo universitet 1979, åklagarmyndigheten i Malmöhus län 1980 och därefter inom export- och importfinansiering vid Alfa-Laval AB i Lund. Hon var konsult vid Women's World Banking 1988. Hon har bedrivit forskning om vilken typ av enkel livsmedelsteknik kvinnor i u-länder behöver samt om kvinnor och småskalig industri. Hon har varit ordförande i Alfa-Lavals U-landsförening och ingått i redaktionen för Kvinnovetenskaplig tidskrift.